# Xuxa 91
"Xuxa 91" foi a sexta turnê de Xuxa e tinha como base o álbum Xou da Xuxa Seis, lançado em 1991. No Brasil, a tour se iniciou em 13 de setembro de 1991 no Olympia, São Paulo. No total, o show contou com 19 datas, passando por oito cidades brasileiras, três argentinas, além de um show em Montevidéu, no Uruguai. 

## Antecedentes
O futuro de Xuxa ainda era uma dúvida. A loira ainda não havia se decidido se daria continuidade ao programa Xou da Xuxa em 1992, mas já estava quase certa de que o Xou Seis seria seu último álbum e consequentemente, faria uma última turnê.

## Sobre a turnê
Apesar das aulas de canto, Xuxa não estava segura para cantar ao vivo, justificava que sua voz não era boa o suficiente para sustentar um show.
Ao contrário do que muitos imaginam, a turnê não se iniciou em São Paulo. Xuxa já havia realizado uma apresentação fora do Brasil onde já havia definido três figurinos, porém o cenário era bem diferente. Contava com alguns painéis coloridos e elementos que remetiam a giz de cera e lápis de cor, e claro, a nave rosa no centro do palco. A loira iniciava o show com uma roupa preta colada no corpo e performava a mesma versão de Luna de Cristal da turnê anterior, em que não canta o refrão.
A partir do show em São Paulo, em 13 de setembro de 1991, o show contou com vários prédios futuristas coloridos e iluminados, assim como parte do cenário do Xou da Xuxa naquele ano. No centro, assim como nas turnês desde 1988, ficava a nave espacial que era o grande destaque do cenário do Xou e um dos maiores marcos da carreira de Xuxa. A empolgação e empenho da apresentadora era tanto, que em algumas entrevistas chegou a comentar que faria o melhor show de sua vida na estreia da tour no Brasil, em São Paulo.
Diferente do primeiro show da turnê, Xuxa iniciava a apresentação com uma roupa branca com capa, ao som de Quem Sabe um Dia... (ou Quien Sabe un Día... em shows internacionais) e contava com a participação do menino Daniel, que Xuxa havia conhecido cinco anos antes, durante a gravação do Xou da Xuxa em uma escola para crianças especiais. Após cantar a música, tirava a capa e ficava só com a roupa branca. Durante o show, a loira usava outras duas roupas no mesmo estilo, porém uma vermelha e outra preta que era usado na última parte do show. Além dos visuais futurísticos, Xuxa usava um figurino de havaiana durante a performance de A Dança do Coco.
Além de cantar algumas canções do Xou da Xuxa Seis e hits como Ilariê, Tindolelê e Pinel por Você, a loira também recebia convidados entre as trocas de figurino. Artistas como Mara Maravilha, Angel, Silvinho, You Can Dance, Sérgio Mallandro, Sandy e Junior, Roberta Miranda, Beto Barbosa e Yahoo performaram nos shows em solo brasileiro.

## Setlist

### Brasil (incompleto)
1. Quem Sabe um Dia...
2. O Xou da Xuxa Começou
3. Hoje é dia de Folia
4. Pinel por Você
5. Tindolelê
6. Ilariê
7. Lua de Cristal

### Internacional (incompleto)
1. Quién Sabe un Día...
2. Dulce Miel
3. Receta de Xuxa
4. Danza de Xuxa
5. Lectura
6. Alerta
7. Milagro de la Vida
8. Hoje é Dia de Folia
9. Arco-Iris
10. Crocki, Crocki
11. Tren Fantasma
12. Ilarié
13. Luna de Cristal

### Chegada do Papai Noel
1. O Xou da Xuxa Começou
2. Tindolelê
3. A Dança do Coco
4. A Dança do Paloê
5. Boto Rosa
6. Hoje é Dia de Folia
7. Ilariê
8. Estrela Guia

## Exibição do show
O show realizado no estádio Vélez na Argentina foi exibido no país pela Telefé e no Brasil pela Rede Globo como especial de aniversário de Xuxa, no dia 27 de março de 1992. em 4 de agosto de 1991, Xuxa, lotou o estádio ao máximo com 80 mil pessoas, sendo a primeira mulher a conquistar o feito.

## Datas
| Data                      | Cidade         | País      | Local                     |
| ------------------------- | -------------- | --------- | ------------------------- |
| 13 de setembro de 1991    | São Paulo      | Brasil    | Olympia                   |
| 14 de setembro de 1991    | São Paulo      | Brasil    | Olympia                   |
| 15 de setembro de 1991    | São Paulo      | Brasil    | Olympia                   |
| 20 de setembro de 1991    | São Paulo      | Brasil    | Olympia                   |
| 21 de setembro de 1991    | São Paulo      | Brasil    | Olympia                   |
| 22 de setembro de 1991    | São Paulo      | Brasil    | Olympia                   |
| Cancelado                 | Caracas        | Venezuela | ???                       |
| 17 de novembro de 1991    | Buenos Aires   | Argentina | Estádio José Amalfitani   |
| 7 de dezembro de 1991     | Belo Horizonte | Brasil    | Mineirinho                |
| 9 de dezembro de 1991     | Montevidéu     | Uruguai   | Estadio Rural del Prado   |
| 14 de dezembro de 1991    | Joinville      | Brasil    | ???                       |
| 15 de dezembro de 1991[A] | Florianópolis  | Brasil    | Estádio Orlando Scarpelli |
| 22 de dezembro de 1991[A] | Porto Alegre   | Brasil    | Estádio Beira-Rio         |

OBS: Lista de datas incompleta.
Observações
A Essas apresentações fizeram parte do evento "Chegada do Papai Noel"

## Ficha Técnica
- Elenco: Paquitas, Paquitos, Gêmeas, Dengue e Praga

- Assessoria de Imprensa: Mônica Muniz

- Cenografia: João Cardoso Filho

- Produtor: Luiz Cláudio Lopes Moreira

- Direção e Supervisão Geral: Marlene Mattos
- Realização: Xuxa Produções